# Pawliwka (rejon łozowski)
Pawliwka (ukr. Павлівка) – wieś na Ukrainie, w obwodzie charkowskim, w rejonie łozowskim, w hromadzie Błyzniuky. W 2001 liczyła 179 mieszkańców, spośród których 175 wskazało jako ojczysty język ukraiński, 3 rosyjski, a 1 białoruski.